# Zinnowitz

Zinnowitz est une station balnéaire allemande située dans l'arrondissement de Poméranie-Occidentale-Greifswald du Land de Mecklembourg-Poméranie-Occidentale.

## Géographie
Zinnowitz se situe au nord de l'île d'Usedom en Allemagne.